# Brian MacPhie
Brian MacPhie (* 11. Mai 1972 in San José, Kalifornien) ist ein ehemaliger US-amerikanischer Tennisspieler.

## Leben
MacPhie begann im Alter von sieben Jahren mit dem Tennissport. 1989 stand er als Einzelspieler im Halbfinale des Juniorenturniers von Wimbledon, nachdem er unter anderem Stefano Pescosolido und Jared Palmer geschlagen hatte. Im Jahr darauf stand er dort im Doppel an der Seite von Jonathan Leach im Halbfinale. Während seines Studiums an der University of Southern California wurde er mehrfach als Einzel- und Doppelspieler in die Bestenauswahl All-American gewählt. 1991 erreichte er noch im Amateurstatus das Doppelfinale des ATP-Challenger-Turniers von New Haven. Ein Jahr später gelang ihm der Einzug ins Viertelfinale des ATP-Turniers von Newport, wobei er den topgesetzten David Wheaton bezwang. 1993 wurde er Tennisprofi und spezialisierte sich bald auf das Doppel, wo er seine größten Erfolge feierte. Im Einzel konnte er zwar einige Achtungserfolge erzielen, so schlug er 1998 Jim Courier und Patrick Rafter, allerdings blieb ihm ein Finaleinzug verwehrt.
Mit wechselnden Partnern stand er 1994 in Birmingham und Los Angeles im Finale, in den Jahren 1995 und 1996 erreichte er das Finale der Masters-Turniere von Montreal und Indian Wells. Seinen ersten Titel gewann er 1997 in San José. Im Laufe seiner Karriere konnte er sieben Titel erringen, davon zwei der ATP International Series Gold. Hinzu kamen elf Doppeltitel auf der ATP Challenger Tour. Seine höchste Notierung in der Tennisweltrangliste erreichte er 1998 mit Position 126 im Einzel sowie 2002 mit Position 22 im Doppel.
Sein bestes Einzelergebnis bei einem Grand-Slam-Turnier war das Erreichen der zweiten Runde bei den Australian Open und in Wimbledon. In der Doppelkonkurrenz stand er jeweils zwei Mal im Viertelfinale der Australian Open, von Wimbledon und der US Open.

## Erfolge
| Legende                           |
| Grand Slam                        |
| Tennis Masters Cup                |
| ATP Masters Series                |
| ATP International Series Gold (2) |
| ATP International Series (5)      |
| ATP Challenger Series (11)        |

| ATP-Titel nach Belag |
| Hartplatz (7)        |
| Sand (0)             |
| Rasen (0)            |
| Teppich (0)          |

### Doppel

#### Turniersiege

##### ATP Tour
| Nr. | Datum            | Turnier      | Belag     | Partner        | Finalgegner                        | Ergebnis         |
| --- | ---------------- | ------------ | --------- | -------------- | ---------------------------------- | ---------------- |
| 1.  | 16. Februar 1997 | San José (1) | Hartplatz | Gary Muller    | Mark Knowles Daniel Nestor         | 4:6, 7:6, 7:5    |
| 2.  | 5. März 2000     | Delray Beach | Hartplatz | Nenad Zimonjić | Joshua Eagle Andrew Florent        | 7:5, 6:4         |
| 3.  | 4. März 2001     | San José (2) | Hartplatz | Mark Knowles   | Jan-Michael Gambill Jonathan Stark | 6:3, 7:64        |
| 4.  | 19. August 2001  | Indianapolis | Hartplatz | Mark Knowles   | Mahesh Bhupathi Sébastien Lareau   | 7:65, 5:7, 6:4   |
| 5.  | 24. Februar 2002 | Memphis      | Hartplatz | Nenad Zimonjić | Bob Bryan Mike Bryan               | 6:3, 3:6, [10:4] |
| 6.  | 7. März 2004     | Scottsdale   | Hartplatz | Rick Leach     | Jeff Coetzee Chris Haggard         | 6:3, 6:1         |
| 7.  | 31. Juli 2005    | Los Angeles  | Hartplatz | Rick Leach     | Jonathan Erlich Andy Ram           | 6:3, 6:4         |

##### Challenger Tour
| Nr. | Datum             | Turnier      | Belag         | Partner           | Finalgegner                       | Ergebnis      |
| --- | ----------------- | ------------ | ------------- | ----------------- | --------------------------------- | ------------- |
| 1.  | 17. Juli 1994     | Aptos (1)    | Hartplatz     | Alex O’Brien      | Donny Isaak Michael Roberts       | 6:2, 7:6      |
| 2.  | 31. Juli 1994     | Winnetka     | Hartplatz     | David Witt        | Doug Flach Wade McGuire           | 7:5, 6:2      |
| 3.  | 16. Juli 1995     | Aptos (2)    | Hartplatz     | Sébastien Leblanc | Bill Barber Ari Nathan            | 6:3, 6:2      |
| 4.  | 23. Juli 1995     | Granby       | Hartplatz     | Sandon Stolle     | Mark Knowles Daniel Nestor        | kampflos      |
| 5.  | 10. März 1996     | Indian Wells | Hartplatz     | Brett Hansen-Dent | Jason Stoltenberg Peter Tramacchi | 6:3, 6:4      |
| 6.  | 20. Oktober 1996  | Tanagura     | Hartplatz     | Roger Smith       | Maks Mirny Jaime Oncins           | 6:4, 6:4      |
| 7.  | 3. August 1997    | Lexington    | Hartplatz     | Wayne Black       | David Di Lucia Bryan Shelton      | 6:4, 7:5      |
| 8.  | 10. August 1997   | Binghamton   | Hartplatz     | Jeff Salzenstein  | Emanuel Couto Tamer El Sawy       | 7:5, 6:7, 6:3 |
| 9.  | 30. November 1997 | Burbank      | Hartplatz     | Doug Flach        | George Bastl Patrick Gottesleben  | 7:6, 6:4      |
| 10. | 28. Februar 1999  | Laguna Hills | Hartplatz     | Paul Goldstein    | Pablo Albano Daniel Orsanic       | 3:6, 6:4, 7:5 |
| 11. | 6. Februar 2000   | Amarillo     | Hartplatz (i) | Michael Hill      | Brandon Coupe Michael Sell        | 7:5, 6:2      |

#### Finalteilnahmen
| Nr. | Datum            | Turnier          | Belag         | Partner          | Finalgegner                          | Ergebnis         |
| --- | ---------------- | ---------------- | ------------- | ---------------- | ------------------------------------ | ---------------- |
| 1.  | 17. April 1994   | Birmingham (1)   | Sand          | David Witt       | Richey Reneberg Christo van Rensburg | 6:2, 3:6, 2:6    |
| 2.  | 7. August 1994   | Los Angeles (1)  | Hartplatz     | Scott Davis      | John Fitzgerald Mark Woodforde       | 6:4, 2:6, 0:6    |
| 3.  | 30. Juli 1995    | Montreal         | Hartplatz     | Sandon Stolle    | Jewgeni Kafelnikow Andrei Olchowski  | 2:6, 2:6         |
| 4.  | 13. März 1996    | Indian Wells     | Hartplatz     | Michael Tebbutt  | Mark Woodforde Todd Woodbridge       | 6:1, 2:6, 2:6    |
| 5.  | 18. April 1999   | Tokio            | Hartplatz     | Wayne Black      | Jeff Tarango Daniel Vacek            | 3:4 aufgg.       |
| 6.  | 9. Mai 1999      | Delray Beach     | Sand          | Doug Flach       | Maks Mirny Nenad Zimonjić            | 6:73, 6:3, 3:6   |
| 7.  | 1. August 1999   | Los Angeles (2)  | Hartplatz     | Goran Ivanišević | Byron Black Wayne Ferreira           | 2:6, 6:74        |
| 8.  | 23. Juni 2002    | ’s-Hertogenbosch | Rasen         | Paul Haarhuis    | Martin Damm Cyril Suk                | 6:76, 7:66, 4:6  |
| 9.  | 4. Mai 2003      | Valencia         | Sand          | Nenad Zimonjić   | Lucas Arnold Ker Mariano Hood        | 1:6, 7:67, 4:6   |
| 10. | 15. Februar 2004 | San José         | Hartplatz (i) | Rick Leach       | James Blake Mardy Fish               | 2:6, 5:7         |
| 11. | 18. April 2004   | Houston (2)      | Sand          | Rick Leach       | James Blake Mardy Fish               | 3:6, 4:6         |
| 12. | 20. Juni 2004    | Nottingham       | Rasen         | Rick Leach       | Paul Hanley Todd Woodbridge          | 4:6, 3:6         |
| 13. | 3. Oktober 2004  | Shanghai         | Hartplatz     | Rick Leach       | Jared Palmer Pavel Vízner            | 6:4, 6:74, 6:711 |